# Mistrovství Čech a Moravy 1902
Il Mistrovství Čech a Moravy 1902, settima edizione del torneo, vide la vittoria del ČAFC Vinohrady A.

## Gruppo A
|   | Classifica        |
| - | ----------------- |
| 1 | ČAFC Vinohrady A  |
| 2 | Sparta            |
| ? | Union Praga A     |
| ? | Ceska Vlajka      |
| ? | Horymir Praga     |
| ? | AC Praga          |
| ? | SK Praga VII      |
| ? | Olympia Praga VII |
| ? | Union Praga B     |
| ? | Viktoria Karlín   |
| ? | Viktoria Žižkov   |

## Gruppo B
|   | Classifica        |
| - | ----------------- |
| 1 | AFK Karlín        |
| 2 | ČAFC Vinohrady B  |
| ? | Staromestsky      |
| ? | Čechie Karlín     |
| ? | Meteor Praga VIII |
| ? | Urania Praga      |
| ? | Hradcany          |

Dopo la fase a gironi le seconde classificate dei gruppi A e B si affrontarono in una finale per il terzo posto. Le squadre vincitrici del proprio gruppo si affrontarono nella finale per il titolo boemo-moravo. A causa del risultato di parità della finale si dovette disputare un replay della finale.

## Finale per il terzo posto
| Squadra 1        | Risultato | Squadra 2 |
| ---------------- | --------- | --------- |
| ČAFC Vinohrady B | 5-0       | Sparta    |

## Finale
| Squadra 1        | Risultato | Squadra 2  |
| ---------------- | --------- | ---------- |
| ČAFC Vinohrady A | 2-2       | AFK Karlín |

## Replay della Finale
| Squadra 1        | Risultato | Squadra 2  |
| ---------------- | --------- | ---------- |
| ČAFC Vinohrady A | 5-1       | AFK Karlín |